# Disney Media Networks
Disney Media Networks est l'une des divisions de la Walt Disney Company qui regroupe les activités de la société liées à la communication et aux médias. Elle comprend les groupes audiovisuels American Broadcasting Company (ABC), ESPN et Walt Disney Television ainsi que les participations dans plusieurs groupes audiovisuels de par le monde.
Cette filiale doit sa création aux productions télévisuelles du studio Disney lancées dans les années 1950 mais n'est devenue une division du groupe qu'avec l'achat d'ABC et d'ESPN en 1996 qui complétaient l'entité organisée autour de Disney Channel créée en 1983 et nommée Walt Disney Television. Depuis le nombre de chaînes et productions n'a cessé d'augmenter. Disney Media Networks est depuis devenu la première source de revenus de Disney comptant pour plus de 40 % du chiffre d'affaires depuis l'an 2000.

## Historique

### 1954-1980: Les origines, producteur d'émissions
Dans les années 1950, Walt Disney Productions se lance dans la production d'émissions télévisées pour ABC afin de financer le parc Disneyland, les deux premières seront l'émission Disneyland et la série Zorro. Un département destiné à ce type de productions est créé, identifié par la suite sous le nom Walt Disney Television.
De nombreuses productions télévisées sont réalisées principalement dans le cadre de l'émission d'anthologies Le Monde merveilleux de Disney diffusée sous plusieurs noms différents sur ABC de 1955 à 1961, puis sur NBC de 1961 à 1983 et avec The Mickey Mouse Club (1955-1959)
Le début des années 1970 est marqué par plusieurs tentatives de diversification dans le domaine de la télévision. Cela coïncide avec un désengagement de Roy Oliver Disney occupé à finaliser le projet de Walt Disney World Resort peu avant sa mort fin 1971. Le département télévision produit son premier téléfilm en 1970, Smoke (1970) distribué par Buena Vista Pictures. Le studio produit aussi une émission jeunesse The Mouse Factory compilant des courts métrages présentée par des acteurs et diffusée en syndication entre 1972 et 1973. Par la suite une nouvelle version de The Mickey Mouse Club est lancée en 1977 sur CBS. Le premier film de Disney en Pay-TV est diffusé le 1er avril 1978.

### 1983-1995: La télévision Disney

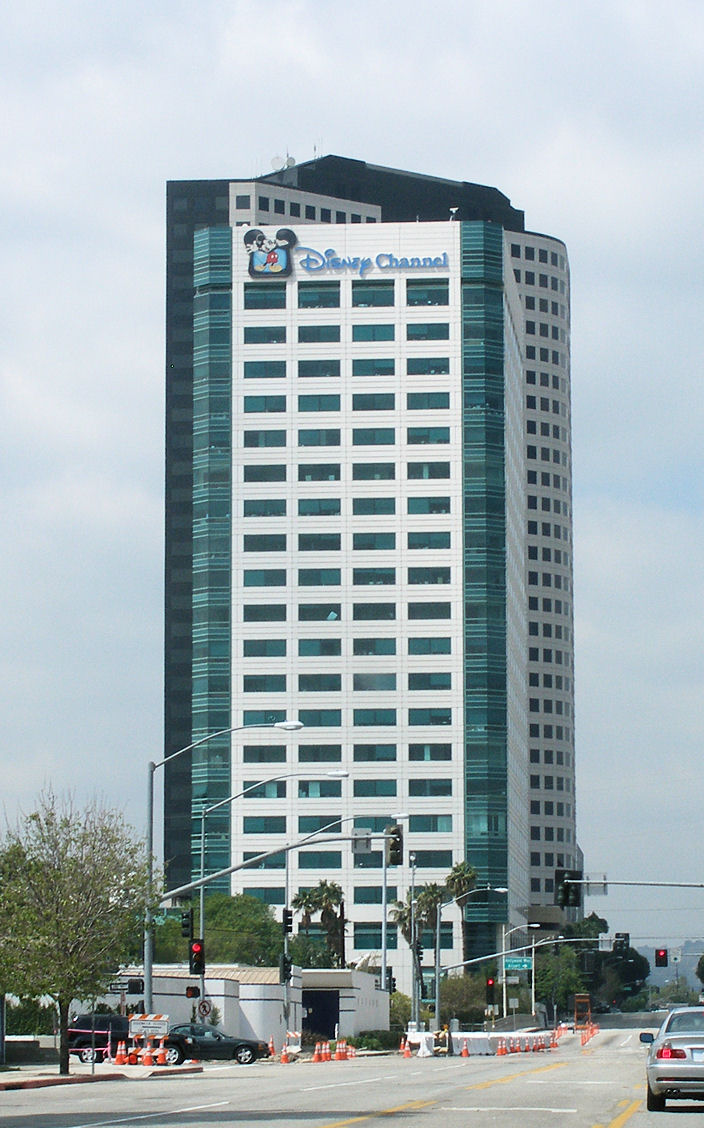
Siège de Disney Channel à Burbank (Californie).

En 1981, une étude interne comprenant un inventaire établit que le studio possède 250 longs métrages, 456 courts métrages d'animation et 27 années des programmes télévisuels, la plupart jamais rediffusé. Jim Jimirro, directeur du service des nouveaux marchés propose à la direction de la société Disney de créer sa propre chaîne de télévision. Le projet mettra deux années à voir le jour. Le 18 avril 1983, la Walt Disney Company lance sa propre chaîne de télévision : Disney Channel,.
En parallèle, Disney se réorganise et crée deux filiales indépendantes, Walt Disney Pictures pour les films et Walt Disney Television pour la télévision. En 1984, le nom Walt Disney Productions disparaît toutefois la filiale n'est pas identifiée comme une division à part entière avant 1996.
En parallèle, Walt Disney Television lancent de nombreuses émissions en Europe dans le but de relancer la marque Disney avant l'ouverture du complexe Euro Disney en 1992 comme Le Disney Channel sur FR3 en 1985.
En 1995, Disney créé une filiale pour internet Disney Online, l'activité sera associé à la télévision durant plusieurs années au début des années 2000. Disney investit aussi en Allemagne et le 28 avril 1995 voit le lancement de la chaîne Super RTL, détenue à parité par RTL Group et Disney (50 % - 50 %).

### 1996-2004: Rachat d'ABC et conséquences
En 1996, Disney rachète le groupe Capital Cities/ABC, détenteur du réseau de télévision American Broadcasting Company et ESPN pour un montant de 19 milliards d'USD,. La partie presse du groupe, équivalent à la société Capital Cities Communications, a été revendue en 1997.La division internet de Disney, issue d'Infoseek, et toutes ses filiales dont les sites oscar.com et nba.com. Cette division était durant les années 1999 à 2003 une branche à part de la Walt Disney Company, une cinquième division.
Le 28 janvier 1997, ABC Cable Networks et Comcast s'associent pour acheter une participation majoritaire dans E! Entertainment. Westinghouse, détenteur de 40 %, est simplement remplacé par la Walt Disney Company. Le 8 avril 1997, ESPN et Disney Channel signent un accord pluriannuel de distribution avec Tele-Communications Inc, racheté en 1999 par AT&T puis Charter et Comcast.
Le 25 février 1999, Robert Iger devient de PDG du ABC Group et président de Walt Disney International. La même année, Disney regroupe ses filiales liées à internet au sein de Go.com qu'elle rebaptise en 2000, Walt Disney Internet Group.
Le 14 avril 2000, United Pan-Europe Communications, Buena Vista et Sony annoncent la création de la chaîne payante CineNova aux Pays-Bas dont la diffusion débutera le 8 mai. CineNova est une filiale de la coentreprise britannique MovieCo, détenue par Disney et Sony avec chacun 45 % et UPC à 10 %. Le 30 avril 2000, à la suite d'un désaccord entre Disney et le distributeur Time Warner Cable (TWC), TWC cessa de retransmettre la chaîne WTVD dans sa zone de couverture Durham-Raleigh-Fayetteville en Caroline du Nord. La FCC, saisie par ABC dès le 1er mai, a émis une ordonnance (publiée le 3 mai) obligeant TWC à restituer le signal, ce qui a été fait dans l'après-midi du 2 mai, après 24 h d'interruption de service. En juin 2000, Disney revend les 33 % qu'elle détient dans Eurosport pour 155 millions d'USD à TF1.
Le 23 juillet 2001, Disney rachète le groupe Fox Family Worldwide et l'intègre au groupe ABC sous le nom ABC Family pour 5,3 milliards de $. Disney récupère le catalogue de 8 500 épisodes de programmes que contient Saban Entertainment. La chaîne jeunesse du groupe est rebaptisée Jetix et passe sous la direction de Disney Channel. L'achat est finalisé le 24 octobre 2001.
En 2002, l'offre de Disney Channel se scinde en plusieurs chaînes comme Toon Disney et Playhouse Disney. Le groupe poursuit aussi son développement à l'étranger. La chaîne Disney Channel devient une partie du groupe Walt Disney Television et non sa principale activité. Le groupe comprend aussi avec Jetix.
En 2003, le Walt Disney Internet Group, alors considéré comme une cinquième division de Disney, est intégré à la division Médias et réseaux.

### 2004-2010: Disney-ABC et ESPN
En 2004, la Walt Disney Company regroupe ses nombreuses filiales de télévision, réseaux câblés et radio en une importante division, nommée Disney-ABC Television Group. Le 21 avril 2004, Disney annonce une restructuration de sa division Disney Media Networks avec pour effet la nomination d'Anne Sweeney et George Bodenheimer, co-PDG de la division mais avec d'un côté Sweeney devient la présidente du Disney-ABC Television Group (American Broadcasting Company et Disney Channel Worldwide) et de l'autre Bodenheimer conserve son poste de président d'ESPN et obtient celui d'ABC Sports. D'autres mouvements de directions surviennent : Rich Ross est nommé président de Disney Channel Worldwide, Paul Lee est nommé président d'ABC Family, Stephen McPherson ancien président de Touchstone Television devient président d'ABC Primetime Entertainment, Mark Pedowitz devient président de Touchstone Television et vice-président exécutif d'ABC Entertainment Television Group, Alex Wallau président d'ABC Network Operations and Administration, Brian Frons conserve le poste de président d'ABC Daytime, Lloyd Braun ancien président d'ABC Entertainment Television Group et Susan Lyne, ancienne présidente d'ABC Entertainment Television quittent la société.
Le 20 juin 2005, Disney annonce le lancement réparti sur six mois de Disney Channel et Playhouse Disney au Cambodge, aux Palaos, en Thaïlande et au Viêt Nam, étendant l'offre de Disney Channel Asia. Le 13 septembre 2005, Radio Disney lance un programme en syndication en langue espagnole Viva Disney avec Entravision,. Le 12 octobre 2005, Disney lance sur iTunes le téléchargement des épisodes des séries d'ABC et Disney Channel.
En février 2006, la filiale ABC Radio est vendue à Citadel Communications, société détenue à 57 % par les actionnaires de Disney et le reste par ceux de Citadel Broadcasting. Le 1er mars 2006, Disney et BSkyB ont conclu un accord pour élargir la diffusion des chaînes Disney sur le réseau de Sky, les chaînes Disney Cinemagic (à partir du 16 mars) et ESPN Classic (à partir du 13 mars) seront ajoutées à l'offre de Sky ainsi que des programmes en HD. Le 24 février 2006, Disney Media Networks et Verizon signent un contrat pour augmenter l'offre de vidéo à la demande FIOS TV avec l'ajout des programmes de Disney Channel, Toon Disney, Radio Disney, Jetix, ABC News, ABC Family, SOAPnet, ESPN, ESPN Deportes et ESPNU. Le 27 février 2006, Disney Media Networks, Walt Disney Studios et British Sky Broadcasting annoncent plusieurs accords pour augmenter le contenu Disney fourni sur Sky Digital. Le 21 novembre 2006, Disney revend sa part de 39,5 % dans E! Entertainment à Comcast pour 1,23 milliard de $ qui en détenait le reste en contrepartie de la distribution des chaînes de Disney : Disney Channel, ABC Family, Toon Disney, ESPN, SOAPnet et le lancement d'ESPN Deportes. De plus Comcast peut utiliser dans son service de vidéo à la demande les productions de Disney dont celles de Walt Disney Pictures, Miramax Films et Touchstone Pictures.
Le 22 janvier 2007, Telefónica annonce que John de Mol et Disney s'apprêtent à racheter la part de 75 % de Telefónica dans Endemol. Finalement le 14 mai 2007 ce sera Mediaset, le groupe de Silvio Berlusconi, Goldman Sachs et Cyrte qui achètent Endemol pour un montant de 2,629 milliards d'€. Le 6 février 2007, Disney crée le Disney Media Advertising Sales and Marketing Group fusion des différentes entités de promotion et de publicité dans le domaine des médias : la télévision, internet, la radio et la presse. 
Le 5 avril 2007, Disney et Time Warner Cable ont conclu un accord pour la diffusion sur le réseau de Time Warner des chaînes ESPN2 HD et ESPNU pour la fin de l'année; Disney Channel on Demand et ESPN Deportes sur certains systèmes et ABC Family HD, Disney Channel HD et ESPNews HD en 2008. Le 28 mai 2007, Buena Vista Television est renommée Disney-ABC Domestic Television. Le 29 août 2007, le groupe allemand Première Star annonce le lancement de Playhouse Disney et Toon Disney sur son bouquet satellite à partir du 1er septembre.
Le 16 décembre 2008, Disney fonde une coentreprise en Russie avec Media One pour la création d'un réseau de 30 chaînes de télévision. 49 % de la nouvelle société est détenu par Walt Disney Company CIS, filiale russe de Disney fondée en 2006.
Le 20 février 2009, la commission anti-monopole russe suspend l'achat par Disney de 49 % du groupe russe Media One. La société Catalpa Investments filiale russe de Disney demandé l'aval de la commission pour l'achat de 49 % de la nouvelle société MO-TV-Holdings, créée à l'occasion pour détenir le groupe télévisuel russe Media One, ce qui aurait permis à Disney de lancer une chaîne Disney Channel en Russie parmi d'autres possibilités. Le 27 février 2009, Jetix Europe annonce la fin de la période de rachat des actions, période qui s'achève par la détention par Disney de 99,8 % des actions et l'arrêt de la cotation à la bourse Euronext de Jetix Europe. Le 30 avril 2009, ABC (Disney) a annoncé prendre une participation de 27 % dans la société de partage vidéo par internet Hulu.
Le 4 juin 2009, Disney Media Networks annonce être en négociation avec NBCUniversal et Hearst Corporation pour créer une société commun regroupant leurs intérêts dans 10 chaînes câblées dont A&E, Lifetime et History. Le 21 octobre 2009, Disney annonce Keychest, une gestion des droits numériques multiplateforme. Le 28 novembre 2009, ITV rachète pour 22 millions de £ les 25 % de GMTV détenus par la Walt Disney Company.
Le 2 mars 2010, ABC et l'opérateur Cablevision ne parviennent pas à obtenir un accord sur les droits de distribution d'ABC dans la zone urbaine de New York, ABC menaçant de couper la chaîne juste avant la cérémonie des Oscars. Le samedi 6 mars, Disney Media Networks stoppe la livraison du faisceau WABC-7 délivré à Cablevision. Le dimanche 7 mars dans la soirée, Disney rebranche le faisceau permettant aux téléspectateurs de voir la retransmission des Oscars. Le lundi 8 mars, Disney annonce qu'aucun accord financier n'a encore été obtenu mais que les négociations ont repris. Le nœud du problème concerne les droits de retransmission de la chaîne locale WABC-7 par Cablevision dans la zone métropolitaine de New York, du New Jersey et du Connectictut, augmenté par Disney de 40 millions d'USD annuels, Cablevision générant plusieurs milliards de dollars de revenus des abonnements. Disney recevait avant mars 2010, environ 200 millions d'USD pour les 3,1 millions de foyers abonnés à Cablevision. Le 17 mars 2010, Disney et la société britannique On Demand Group annoncent de la VOD sur le réseau britannique de téléphonie mobile 3 filiale de Hutchison Whampoa.
Le 22 juin 2010, à la suite d'un désaccord entre Disney et Dish Network sur les frais, quatre chaînes HD ne sont plus disponibles pour les clients de Dish : ESPNews, ABC Family, Disney Channel et Disney XD. Le 31 août 2010, Disney et Time Warner Cable (TWC) annoncent être proche d'un accord sur les droits de diffusion, stoppant les menaces de suspension de rediffusion des chaînes de Disney sur le réseau de TWC à la fin du contrat annoncée pour le 2 septembre 2010.

### 2011-2018: Disney Media Distribution
Le 1er novembre 2010, Disney annonce que la distribution de films (Walt Disney Studios Distribution) et de séries télévisées (Disney-ABC Television Group) sur support et sur internet sera gérée par une même entité de Disney Media Network.  La filiale spécialisée dans la distribution télévisuelle est nommée Disney Media Distribution. Le 5 novembre 2010, Time Warner Cable annonce qu'elle proposera à compter du 10 novembre 300 heures d'émissions d'ABC-Disney-ESPN sur son nouveau service Primetime HD on Demand qui comprend ABC, Sports On Demand, ESPN, ESPNU, ESPN Deportes, Entertainment On Demand, ABC Family, SOAPnet, Kids On Demand, Disney XD, Primetime HD On Demand, ABC HD, NBC HD et CBS HD.
Le 12 août 2011, Disney signe un contrat de 3 ans avec la chaîne brésilienne Rede Telecine de distribution de films des catalogues Disney, Disneynature, Marvel, Dreamworks, Miravista et Patagonik. Le 3 octobre 2011, le groupe de média canadien Astral Media annonce que la station Radio Disney sera disponible sur le site internet de la chaîne Family. Le 26 octobre 2011, Disney-ABC et Corus Entertainment annoncent le lancement au printemps 2012 d'ABC Spark, déclinaison canadienne d'ABC Family,. Le 22 novembre 2011, Disney annonce la nomination de John Skipper comme président d'ESPN et coprésident de Disney Media Networks en remplacement de George Bodenheimer qui devient le président du directoire d'ESPN.
Le 4 janvier 2012, Disney et Comcast signent un contrat de 10 ans assurant la distribution de 70 services du groupe Disney sur le réseau de Comcast dont des nouveautés comme WatchESPN et les 7 chaînes locales détenues et opérées par ABC. Ce type de contrat est habituellement de 5 ans assure à Disney des revenues importants et réguliers pour ses chaînes ABC, Disney et ESPN. Le contrat aurait pour but de freiner le développement de Netflix. À la suite de ce contrat Disney va déclarer des revenus d'affiliation provenant d'ESPN de l'ordre de 70 à 80 millions d'USD. Le 16 janvier 2012, Disney-ABC signe un contrat de VOD pour le marché britannique avec Lovefilm, filiale d'Amazon. Le 6 février 2012, Disney et Univision Communications négocient la création d'une chaîne d'information en continu en anglais à destination de la population hispanique américaine. Le 5 mai 2012, Comcast, actionnaire majoritaire de NBCUniversal, annonce exercer son option pour revendre sa partition dans A&E Television Networks, laissant Disney et Hearst actionnaires paritaires à 50 %. Le 27 juillet 2012, Disney, Turner, Fox et HBO discutent avec Google sur son test d'IPTV par fibre optique à Kansas City Google Fiber. Le 23 septembre 2012, la presse évoque un possible rachat de la chaîne allemande Das Vierte par la Walt Disney Company. Le contrat de vente pour un montant non révélé est confirmé le 25 septembre 2012,. Le 4 octobre 2012, Disney et Cablevision signent un contrat pluriannuel intégrant 70 chaînes et services Disney pour les abonnés de Cablevision. Le 13 décembre 2012, Disney Media Networks et Cox Communications annoncent un contrat pluriannuel de distribution de contenu direct et à la demande pour les abonnés de Cox. Le 31 décembre 2012, Disney Media Networks et Charter Communications annoncent un contrat pluriannuel de distribution de contenu.
Le 18 juillet 2013, Disney et la NRTC signent un contrat pour diffuser l'ensemble des services et chaînes Disney/ESPN aux membres de la coopérative dont Watch ABC/Watch Disney/WatchESPN, Fusion, Longhorn Network ou SEC Network. Le 18 juillet 2013, Verizon FiOS signe un contrat avec Disney pour diffuser les services Watch ABC/Watch Disney/WatchESPN et la chaîne Fusion sur sa plateforme TV Everywhere. Le 6 septembre 2013, Disney et Dish Network entrent dans une phase de renégociation du contrat de diffusion. Le 1er octobre 2013, Dish et Disney prolongent temporairement leur contrat pour éviter l'arrêt des diffusions des chaînes ABC-Disney-ESPN le temps de négocier les nouveaux termes. Le 28 octobre 2013, Disney Channel est désormais disponible en VOD en Turquie. Le 12 novembre 2013, Roku annonce un contrat avec Disney Media Networks afin d'offrir Watch Disney et WatchESPN. Le 13 novembre 2013, Disney annonce l'arrêt de la chaîne SOAPnet pour le 31 décembre 2013. Le 4 décembre 2013, Disney Asie du Sud-Est et StarHub annoncent le lancement le 7 décembre des trois applications Watch Disney à Singapour. Aussi le 4 décembre 2013, Modern Times Group prolonge son contrat de diffusion en Scandinavie des chaines de Disney sur ses services Viasat et Viaplay avec Disney Nordic. Le 23 décembre 2013, Sky D prolonge son contrat avec Disney pour la distribution des chaînes Disney et de la vidéo à la demande pour les films Lucasfilm, Marvel et Disney-Pixar.
Le 4 mars 2014, Disney et Dish annoncent un nouvel accord pour la distribution des chaînes dont Disney, ABC, ESPN et du contenu internet,. Après plusieurs mois de tractation sur le prix et le contenu, l'accord permet à Disney de distribuer ses nouvelles chaînes comme Fusion, SEC Network, Longhorn Network mais aussi les services de contenu Watch ABC/Watch Disney/WatchESPN. Le 11 mars 2014, Anne Sweeney annonce son départ du poste de coprésidente pour janvier 2015. Le 10 avril 2014, à la suite de leur partenariat le mois précédent, Disney et Dish annonce le lancement de Disney Junior sur les bouquets de Dish. Le 16 juillet 2014, Disney renouvelle et élargi son contrat multiplateforme avec le consortium de média américain NTTC ajoutant les applications Watch Disney et SEC Network. 1er août 2014, Disney et National Cable Television Cooperative, une association de sociétés de cablo-opérateurs américains, renouvellent leur contrat de distribution des chaînes ABC-Disney-ESPN et des services associés. Un contrat similaire est signé le 4 août avec Suddenlink. Le 13 août 2014, Mediacom accepte de fournir la chaîne SEC Network à ses abonnés du Missouri et signe le 20 août un contrat de distribution plus large avec Disney pour les chaînes ABC-Disney-ESPN et des services associés. Le 27 août 2014, le cablo-opérateur alaskain GCI membre de l'association NCTC signe un contrat de sept ans avec Disney pour des chaînes et services ABC-Disney-ESPN à la suite du contrat signé au début du mois par l'association. Le 15 septembre 2014, Disney avertit le gouvernement canadien à propos des réglementations en cours de négociations dans le domaine de la télévision pouvant menacer sa présence au Canada. Le 6 octobre 2014, la NBA prolonge les contrats de diffusions de Disney (ABC/ESPN) et Turner jusqu'en 2025. Le 4 novembre 2014, Disney signe avec Apple et Google un accord pour que les vidéos achetées au travers de l'application Disney Movies Anywhere soient disponibles à la fois sur les plateformes iTunes et Google Play,,. Le 21 novembre 2014, Disney Media et Disney Studios annoncent un partenariat plus important avec Shanghai Media Group dans la coproduction, distribution et commercialisation de productions télévisuelles et cinématographiques,,. Le 19 décembre 2014, Disney et DirecTV annoncent poursuivre leurs négociations sur le contrat de diffusion décennal arrivé à échéance le 30 septembre tandis que Fox et DirecTV sont parvenus à un accord,. Le 22 décembre 2014, Disney et la NCTC signent leur premier contrat pluriannuel de rediffusion des 8 chaînes détenues par ABC sur le réseau du câblo-opérateur,,. Le 23 décembre 2014, Disney et DirecTV parviennent à un accord ajoutant les services de vidéo à la demande Watch ABC-Watch Disney-WatchESPN et les dernières chaînes du groupe Disney comme Fusion, Longhorn Network ou SEC Network,.
Le 20 janvier 2015, le FAI Hongkongais Now TV ajoute plusieurs services de vidéo à la demande à ses offres dont Disney Movies On Demand. Le 2 mars 2015, Disney et le groupe de média philippin PLDT signent une extension de cleur contrat de distribution de contenu. Le 8 avril 2015, Disney et Apple sont en pourparlers au sujet du nombre de chaînes du groupe Disney que doivent être proposées sur le service Apple TV, Disney souhaitant le plus de chaînes possible,,. Le 23 avril 2015, en raison d'un différend avec Verizon sur le nouveau concept de bouquet réduit de FiOS, Disney supprime les publicités pour le cablo-opérateur de ses chaînes ABC à New York et ESPN, et rejoint plusieurs contestataires comme NBCUniversal de Comcast et 21st Century Fox,,,. Le projet de FiOS est de fournir des bouquets de chaînes réduits voir à la carte pour ses clients ne proposant que quelques chaînes thématiques. Le 7 mai 2015, Disney et Sky signent un contrat pluri-annuel de distribution de vidéo à la demande pour la chaîne payante néo-zélandaise. Le 7 mai 2015, Disney Southeast Asia signe un contrat pluriannuel de vidéo à la demande avec le philippin Globe Telecom comprenant plusieurs applications de contenu à la demande comme Disney Movies On Demand, Watch Disney ou Maker on Demand. Le 13 mai 2015, la presse évoque des projets de chaînes de télévision Star Wars ou Marvel,. Le 19 mai 2015, Disney et Univision Network injectent 30 millions d'USD supplémentaires dans la chaîne Fusion. Le 21 octobre 2015, Disney se prépare à lancer un service de location de contenus numériques à la demande au Royaume-Uni nommé DisneyLife dont des films, des séries télévisées, de la musique et des livres,,,,. Le 23 octobre 2015, Disney serait en train de négocier son entrée au capital de Vice Media alors que sa filiale A&E Television Networks détient déjà 10 %,,. Le 5 novembre 2015, Disney signe un contrat avec Sony pour diffuser ses chaînes ABC, Disney et ESPN sur PlayStation Vue (en),,. Le 16 décembre 2015, Disney signe un contrat avec Alibaba pour fournir de la vidéo à la demande en Chine, un service nommé DisneyLife avec une box en forme de tête de Mickey,,,.
Le 13 janvier 2016, Ben Sherwood (en) prend ses fonctions de co-président de Disney Media Networks et président du Disney-ABC Television Group à la place d'Anne Sweeney,. Le 2 mars 2016, Disney ajoute son contenu Disney et ESPN au service PlayStation Vue de Sony. Le 21 avril 2016, Univision achète la part de Disney dans la coentreprise gérant la chaîne Fusion fondée en 2013, devenant son seul propriétaire,,. Le 26 avril 2016, le gouvernement chinois suspend le service de vidéo à la demande DisneyLife, lancé 5 mois plus tôt,. Le 10 mai 2016, Disney et Verizon annoncent avoir trouvé un accord dans le procès entamé par Disney en 2015 contre les petits bouquets de chaînes de Verizon au sein de son service Fios incluant ESPN,,,. Le 16 juin 2016, Hulu signe un accord avec le Disney-ABC Television Group lui permettant de diffuser en streaming plus de 500 épisodes et plus de 20 films originaux de Disney Channel, Disney Junior et Disney XD. Le 25 juin 2016, Globe Telecom signent un contrat de partenariat pour du contenu numérique avec 6 diffuseurs internationaux dont Disney. Le 18 juillet 2016, Vodafone Portugal propose l'application Disney Movies on Demand. Le 26 juillet 2016, T-Mobile ajoute les contenus d'ABC et Disney Channel du groupe Disney parmi d'autres comme YouTube à son service Binge On.
Le 25 janvier 2017, Variety annonce que Disney Media Networks pourrait fusionner les services de ventes d'espaces publicitaires du Disney-ABC Television Group en une entité unique (ABC, Disney et Freeform) comme ses concurrents. Le 8 février 2017, Disney Media Networks restructure ses services de ventes d'espaces publicitaires du Disney-ABC Television Group en une entité unique pour ABC, Disney et Freeform, à l'instar des autres groupes de média, sous la direction de Rita Ferro,,,. Le 15 mai 2017, Disney Media Distribution crée Disney Difference une régie publicitaire qui permet aux annonceurs d'utiliser les chaînes du Disney-ABC Television Group, d'ESPN et les studios cinématographiques Disney mais aussi l'ensemble des filiales de Disney comme les parcs et les produits de consommations. Le 29 juin 2017, alors que les consommateurs américains cherchent à réduire le coût de leurs abonnements télévisuels, Charter Communications lance un service de streaming sous les 20 dollars sans les chaînes sportives ESPN ou NBC Sports ni chaînes de cinémas, mais elles sont disponibles au travers d'options payantes. Le  5 juillet 2017, Disney Channel est aussi affectée par une baisse de ses abonnés aux États-Unis comme ESPN, 4 millions de moins en trois ans à cause des économies que s'imposent les foyers américains et un manque de nouvelles séries phares. Le 12 septembre 2017, Disney et Vivicast Media (ex-NTTC) signent un accord de distribution incluant des fonctionnalités de vidéo à la demande, de redémarrage de l'émission ou de rembobinage,. Le 18 septembre 2017, Disney Media Networks et Altice USA négocient difficilement la prolongation du contrat de diffusion devant s'arrêter au 30 septembre avec une menace de coupures, Disney souhaitant ajouter SEC Network et ACC Network aux abonnés de New York,. Le 29 septembre 2017, Disney fusionne les applications de vidéo à la demande et de direct Watch Disney Channel, Watch Disney Junior et Watch Disney XD sous le nom Disney Now et ajoute des jeux et l'accès à Radio Disney. Le 1er octobre 2017, Disney et Altice USA sont parvenus à un accord préliminaire pour éviter la coupure des chaînes ABC, Disney et ESPN sur le réseau d'Altice,,. Le 11 octobre 2017, Disney annonce que 20th Century Fox, Warner Bros. et Universal Pictures rejoignent le service de stockage de films Disney Movies Anywhere qui est rebaptisé Movies Anywhere,,. Le 9 novembre 2017, Robert Iger annonce que le service de vidéo à la demande Disney sera moins cher que Netflix en raison d'un catalogue plus faible mais aussi la production d'une série Star Wars, d'une autre Marvel et des productions liées aux franchises High School Musical et Monstres et Cie,. Le 23 novembre 2017, la WWE indique être en discussion avec Disney, Fox et d'autres réseaux pour diffuser plus de programmes à l'approche de la fin de son contrat avec NBCUniversal prévu en septembre 2019. Le 26 novembre 2017, Disney annonce avoir perdu 100 millions d'USD pour le lancement du service Live TV d'Hulu. Le 18 décembre 2017, John Skipper quitte ses fonctions de co-président de Disney Media Networks et président d'ESPN en d'une addiction à une substance.
Le 5 mars 2018, James Pitaro est nommé co-président de Disney Media Networks et président d'ESPN,. Le 11 juillet 2018, Disney et Blizzard annoncent que l'Overwatch League va être diffusée sur Disney XD, les chaînes ESPN (ESPN, ESPN2, ESPN3 et ESPNews; et la finale sur ABC. Le 22 septembre 2018, Ben Sherwood annonce son départ de la coprésidence de Disney Media Networks une fois l'achat de la 21st Century Fox finalisé,,. Le 8 novembre 2018, Disney rapporte une perte financière de 157 millions d'USD liée à Vice Media dans son rapport comptable tandis que Vice réduit ses effectifs de 15 %,,. Le 13 novembre 2018, Disney discute avec Hearst l'achat des chaînes européennes codétenues d'A&E Networks afin de satisfaire la commission dans le cadre de l'achat de 21st Century Fox. Le  26 décembre 2018, à l'approche de la fin de contrat, Disney prévient que les abonnés du service Fios de Verizon pourraient perdre les chaines du groupe à compter du 31 décembre par faute d'accord,. Le 30 décembre 2018, Disney et Verizon parviennent à un accord pour diffuser les chaînes de Disney sur Fios évitant une coupure,, Variety notant que 217 annonces de coupure ont eu lieu en 2017 marquant une publicité des accords de diffusion.

### 2019: Achat de la Fox
Le 8 octobre 2018, la Walt Disney Company présente un nouvel organigramme pour ses activités télévisuelles une fois l'Acquisition de la 21st Century Fox finalisée avec Peter Rice ancien directeur général de Fox Networks Group, nommé président de Walt Disney Television et coprésident de Disney Media Networks, et qui remplace Ben Sherwood, l'entité Disney-ABC Television disparaissant,,,. Walt Disney Television regroupe ABC, ABC Studios, les stations détenues et exploitées par ABC, les Disney Channel, Freeform, 20th Century Fox Television, FX Networks et FX Productions, Fox 21 Television Studios et National Geographic,,. Plusieurs responsables de la 21st Century Fox sont aussi nommés dans l'organigramme comme Dana Walden, ancienne directrice de FX Networks, qui prend la tête de Walt Disney Television et ABC Entertainment, John Landgraf prend en charge FX Networks et FX Productions et Gary Knell conserve la responsabilité de National Geographic,,.
Le 2 janvier 2019, des détails du nouveau contrat pluriannuel entre Disney et Verizon ont été publiés, et incluent la diffusion de la chaîne ACC Network d'ESPN à partir du 22 août 2019. Le 8 mars 2019, Disney aurait accepté l'offre des Yankees, Amazon et Sinclair Broadcast Group de YES Network pour 3,47 milliards d'USD,. Le 22 mars 2019, Craig Hunegs évoque dans un mémo interne la société Disney Television Studios dont il est le président et qui regroupe les activités d'ABC Studios, 20th Century Fox Television et Fox 21 mais restant indépendantes. Le 22 juillet 2019, Disney et Dish Network prolongent les négociations pour la diffusion des chaînes FX et NatGeo sur les bouquets du fournisseur par satellite mais conservent en attendant la disponibilité des chaînes, tandis que les négociations entre Dish et Meredith ont amené quelques jours plus tôt à des écrans noirs. Le 23 juillet 2019, à un mois du lancement d'ACC Network, Disney et ESPN annoncent un contrat de diffusion avec la NCTC mais aucun major comme Dish, Comcast ou Charter. Le 2 août 2019, malgré la fin du délai Disney et Charter continuent de négocier un accord pour prolonger leur contrat de diffusion pluriannuel.  Le 14 août 2019, Disney Media Networks et Charter Communications signent un accord de distribution pour 22 chaînes de Disney dont celles de Fox Networks Group et différentes services dont Disney+ et ESPN+ qui seront disponibles aux 15,8 millions d'abonnés de Charter,. Le 9 septembre 2019, en absence d'accord sur les droits de diffusion Disney avertit les abonnés d'AT&T utilisant DirecTV, Uverse ou AT&T Now de l'imminence d'écrans noirs pour les chaînes du groupe (ABC, Disney, ESPN, ...),.
Le 24 juin 2020, FuboTV annonce un accord avec Disney Media Networks pour diffusion les chaînes ESPN et Walt Disney Television (ABC, Disney Channel, FX, National Geographic, Freeform et plus) au service de streaming axé sur le sport au cours de l'été. Le 3 mars 2021, Disney annonce la vente de sa participation dans la chaîne allemande Super RTL pour se retirer de la télévision traditionnelle au profit de Disney+.

## Organisation

### Walt Disney Television
Walt Disney Television gère la production, la diffusion et les revenus des programmes de télévision et de radio des différentes filiales de Disney
- Disney-ABC Cable Network Group qui développe et gère les abonnements des réseaux câblés des différentes filiales de Disney
- Le groupe ABC Television Network
  - 225 stations affiliées aux États-Unis d'American Broadcasting Company
  - ABC News qui est la société de production de contenu informatif pour la télévision, la radio et internet
  - ABC Kids qui gère les programmes jeunesses d'ABC
  - ABC Daytime qui gère les programmations de la journée.
  - ABC Entertainment
  - Freeform (ex-ABC Family)

Disney a aussi diversifié son offre à l'international avec par exemple ABC1 une chaîne généraliste lancée en 2004 en Angleterre, fermée en 2007.
- La syndication et la production télévisée.
  - Disney Television Animation production de dessins animés Disney pour la télévision.
  - Walt Disney Television International
  - Disney-ABC Domestic Television (ex Buena Vista Television, pour les États-Unis)
  - Disney-ABC International Television (ex Buena Vista International Television, programmes diffusés sur 1 300 chaînes de 240 pays)
  - ABC Studios (ex Touchstone Television)
  - Disney Branded Television (ex Disney Channel Worldwide) comprenant 
    - Disney Channel (25 chaînes)
    - Disney Junior (14 chaînes)
    - Disney XD (10 chaînes)
    - Disney Cinema (France, disparu)
    - Hungama TV (Inde)
    - Disney Cinemagic (disparu)
    - Jetix (disparu)
    - Toon Disney (disparu)
    - Playhouse Disney (disparu)

  - Le réseau Radio Disney, associé à ce groupe depuis juillet 2006 (disparu)

La participation dans la chaîne Fusion a été revendu à Univision

#### Vidéo à la demande
Disney a plusieurs fois expérimenté la vidéo à la demande avec les services ESPN360 lancé en 2005 sur internet, les applications pour smartphone et sites internet Watch ABC/Watch Disney/WatchESPN lancées en 2012 ou la chaîne DisneyLife lancée en 2015 au Royaume-Uni
En 2017, Disney monte à 75 % du capital de BAMTech et annonce lancé deux services de streaming aux États-Unis, un sportif en 2018 avec ESPN et l'autre pour les films des studios Disney (Pixar, Marvel et Lucasfilm) et la télévision (ABC, Disney) en 2019.
- BAMTech (75 %)
- Hulu (27 %)

### Autres filiales
Disney détient 80 % d'ESPN.
Disney détient aussi :
- UTV Software Communications (99 %) comprenant UTV Global Broadcasting
  - UTV Bindass
  - UTV Movies
  - UTV World Movies
  - UTV Action,
- UTH Russia (49 %)
- A&E Television Networks (50 %) comprenant
  - A&E Network
  - Fyi ex-Biography Channel
  - History Channel Group
    - History Channel
    - Military History

  - Lifetime Entertainment
    - Lifetime
    - Lifetime Movies
    - Lifetime Real Women

  - Vice TV (10 %)

### Filiales disparues
- SOAPnet (100 %, 2000-2013)
- Das Vierte (100 %, 2005-2013)

### Anciennes participations
- Super RTL (50 %, de 1995 à 2020)
- Tele München Medienbeteiligung (50 % de 1987 à 1995)

### Autre entités
Durant son histoire plusieurs activités ont été rattachés à Disney Media Networks
- La filiale littéraire qui comprend deux parties :
  - la maison d'édition de Disney Hyperion books.
  - Disney Publishing Worldwide qui est rattachée aux produits de consommation.
- le Walt Disney Internet Group (WDIG),
  - les services de téléphonies Disney Mobile et Mobile ESPN.
- 25 % de GMTV, producteur d'émissions pour ITV[204], racheté le 28 novembre 2009 par ITV pour 22 millions de £[41].

## Données économiques

### Résultats financiers
| Année | Chiffre d'affaires | Résultats net |
| ----- | ------------------ | ------------- |
| 1994, | 359                | 77            |
| 1995, | 414                | 76            |
| 1996, | 4 142              | 747           |
| 1997  | 6 522              | 1 699         |
| 1998  | 7 142              | 1 746         |
| 1999  | 7 512              | 1 611         |
| 2000  | 9 615              | 2 298         |
| 2001  | 9 569              | 1 758         |
| 2002  | 9 733              | 986           |
| 2003  | 10 941             | 1 213         |
| 2004  | 11 778             | 2 169         |
| 2005  | 13 207             | 3 209         |
| 2006  | 14 368             | 3 610         |
| 2007  | 15 046             | 4 285         |
| 2008  | 15 857             | 4 942         |
| 2009  | 16 209             | 4 765         |
| 2010  | 17 162             | 5 132         |
| 2011  | 18 714             | 6 146         |
| 2012  | 19 436             | 6 619         |
| 2013  | 20 356             | 6 818         |
| 2014  | 21 152             | 7 321         |
| 2015  | 23 264             | 7 793         |
| 2016  | 23 689             | 7 755         |
| 2017  | 23 510             | 6 902         |
| 2018  | 24 500             | 6 625         |
| 2019  | 24 827             | 7 479         |
| 2020  | 28 393             | 9 022         |
| 2021  | 28 093             | 8 407         |

1. ↑  À la suite du rachat de Capital Cities/ABC, voir aussi ABC seul.

### Diffusion
| Année | Disney-ABC        | Disney-ABC       | Disney-ABC   | Disney-ABC | ESPN     | ESPN    | ESPN      | ESPN    | ESPN          | A&E Television Networks | A&E Television Networks | A&E Television Networks | A&E Television Networks | A&E Television Networks | A&E Television Networks | FX       | FX  | FX  | National Geographic | National Geographic | Star                        |
| Année | Disney Channel(/) | Disney Junior(/) | Disney XD(/) | Freeform() | ESPN(/)  | ESPN2() | ESPNews() | ESPNU() | SEC Network() | A&E                     | History                 | Lifetime                | LifetimeMovies          | Fyi                     | H2Vice TV (2016)        | FX(/)    | FXM | FXX | NatGeo(/)           | NatGeoWild          | Star                        |
| ----- | ----------------- | ---------------- | ------------ | ---------- | -------- | ------- | --------- | ------- | ------------- | ----------------------- | ----------------------- | ----------------------- | ----------------------- | ----------------------- | ----------------------- | -------- | --- | --- | ------------------- | ------------------- | --------------------------- |
| 2013  | 99 / 172          | 63 / 97          | 82 / 106     | 98         | 99 / 115 | 99      | 76        | 76      | -             | 100                     | 99                      | 100                     | 85                      | 69                      | 70                      | -        | -   | -   | -                   | -                   | -                           |
| 2014  | 97 / 185          | 74 / 108         | 80 / 118     | 94         | 95 / 115 | 95      | 74        | 73      | 63            | 97                      | 97                      | 96                      | 82                      | 65                      | 70                      | -        | -   | -   | -                   | -                   | -                           |
| 2015  | 95 / 195          | 74 / 130         | 75 / 123     | 93         | 92 / 127 | 92      | 70        | 72      | 62            | 94                      | 95                      | 94                      | 82                      | 69                      | 70                      | -        | -   | -   | -                   | -                   | -                           |
| 2016  | 93 / 205          | 74 / 140         | 78 / 127     | 91         | 90 / 141 | 89      | 70        | 71      | 62            | 92                      | 93                      | 92                      | 79                      | 68                      | 68                      | -        | -   | -   | -                   | -                   | -                           |
| 2017  | 92 / 221          | 72 / 151         | 74 / 127     | 90         | 88 / 146 | 87      | 66        | 67      | 60            | 91                      | 92                      | 91                      | 73                      | 58                      | 70                      | -        | -   | -   | -                   | -                   | -                           |
| 2018  | 89 / 225          | 69 / 159         | 71 / 128     | 88         | 86 / 142 | 86      | 64        | 62      | 59            | 89                      | 89                      | 88                      | 67                      | 57                      | 67                      | -        | -   | -   | -                   | -                   | -                           |
| 2019  | 86 / 227          | 66 / 162         | 68 / 131     | 85         | 83 / 157 | 83      | 61        | 58      | 85            | 84                      | 85                      | 84                      | 61                      | 50                      | 63                      | 86 / 220 | 57  | 83  | 85 / 316            | 60                  | 221                         |
| 2020  | 85 / 196          | 66 / 166         | 66 / 105     | 85         | 84 / 53  | 84      | 62        | 62      | 57            | 85                      | 86                      | 85                      | 63                      | 51                      | 64                      | 87 / 201 | 56  | 84  | 86 / 317            | 59                  | 134 (Loisirs) / 80 (Sports) |
| 2021  | 76 / 162          | 57 / 154         | 56 / 83      | 76         | 76 / 64  | 76      | 59        | 51      | 55            | 75                      | 76                      | 75                      | 56                      | 46                      | ?                       | 77 / 184 | 47  | 72  | 76 / 320            | 51                  | 132 (Loisirs) / 84 (Sports) |

- Pour ESPN, voir aussi la section dédiée.
- Pour A&E Television Networks, voir aussi la section dédiée.